# Hohe Wiese und Steinfirst bei Breunings
Hohe Wiese und Steinfirst bei Breunings este o arie protejată (arie specială de conservare — SAC, sit de importanță comunitară — SCI) din Germania întinsă pe o suprafață de 33,32 ha, integral pe uscat.

## Localizare
Centrul sitului Hohe Wiese und Steinfirst bei Breunings este situat la coordonatele 50°17′57″N 9°37′50″E / 50.2992°N 9.6306°E.

## Înființare
Situl Hohe Wiese und Steinfirst bei Breunings a fost declarat sit de importanță comunitară în iunie 2000 pentru a proteja 8 specii de animale. Situl a fost protejat și ca arie specială de conservare în martie 2008.

## Biodiversitate
Situată în ecoregiunea continentală, aria protejată conține 4 habitate naturale: Formațiuni ierboase bogate în specii de Nardus, dezvoltate pe substraturi silicioase în zone montane (și în zone submontane, în Europa continentală), Pajiști cu Molinia pe soluri calcaroase, turboase sau argilos-nămoloase (Molinion caeruleae), Fânețe de joasă altitudine (Alopecurus pratensis, Sanguisorba officinalis), Fânețe montane.
La baza desemnării sitului se află mai multe specii protejate:
- păsări (7): porumbel de scorbură (Columba oenas), Corvus monedula, prepeliță (Coturnix coturnix), ciocănitoare neagră (Dryocopus martius), sfrâncioc roșiatic (Lanius collurio), gaia roșie (Milvus milvus), sitar de pădure (Scolopax rusticola)
- nevertebrate (1): phengaris nausithous (Maculinea nausithous)

Pe lângă speciile protejate, pe teritoriul sitului au mai fost identificate 9 specii de plante, 1 specie de păsări, 1 specie de amfibieni, 3 specii de nevertebrate.